# گوار (کلیبر)
گوار (به ترکی آذربایجانی: گاوار) یکی از روستاهای استان آذربایجان شرقی است که در دهستان ییلاق بخش مرکزی شهرستان کلیبر واقع شده است.
کوه هشت سرـ صعود از مسیر روستای گوار از توابع شهرستان کلیبر
از این روستا کوه زیبای هشت سر در همه فصول سال در منظر دید قرار دارد از قسمت جنوبی روستای گوار تا دامنه کوه ۲ کیومتر راه است که هم با ماشین‌های روستایی می‌توان طی کرد هم باپای پیاده تا به دامنه کوه برسی و صعود را آغاز کنی. در این مسیر صعود دو چشمه در ارتفاعهای ۲۲۰۰متری (چهل چشمه) و ارتفاع ۲۴۵۰ متری (چشمه یورد. محل ییلاق روستای گوار) قرار دارد؛ که چشمه دوم دارای آبی سرد و گوارا بوده و از یخچالهای کوه هشت سر جاری می‌شود. این مسیر صعود دارای شیب تند بالا ۳۵ درجه تا ۴۵ درجه می‌باشد؛ و اکثراْ فاقد مسیر سنگلاخی می‌باشد؛ لذا صعود در فصول مه آلود سال و بارانی به سبب سر سبزی همیشه گی آن دشوار می‌باشد.
هشتسر کوهی است که مردم منطقه از آن به عنوان نماد صلابت و بزرگی یاد می‌کنند. این کوه زیبا در شمال شرقی شهرستان اهر، جنوب غربی شهر هوراند و جنوب شرقی شهر کلیبر واقع شده است. ارتفاع این کوه در بلندترین نقطه آن ۲۹۵۴ متر بوده و ارتفاع اغلب قله‌های متعدد آن بیش از ۲۸۰۰ متر می‌باشد. تا اواسط دههٔ ۷۰ مامنی برای کل و بز بوده اما شکار غیرمجاز موجب انقراض محلی و کوچ اجباری این گونه به سایر نواحی شد. از سایر گونه‌های موجود می‌توان به سیاه گوش، خرس قهوه ای، گربهٔ وحشی و… از پرندگان هم می‌توان به عقاب طلایی، کبک چیل، ابیا، لاچین، کبک و… اشاره کرد. در گذشته‌هایی نه چندان دور آواز کبک دری از صخره‌های این کوه شنیده می‌شد. البته امروزه خبرهایی مبنی بر وجود این پرندهٔ زیبا به گوش می‌رسد اما صحت و سقم این خبر نیاز به بررسی بیشتری دارد. پلنگ را نیز باید به لیست گونه‌های منقرض شده این کوه افزود.
روستاهای مشرف بر کوه هشت از جهت‌های مختلف شامل روستای گوار، کلی سفلی، نیق، عربشاه (حرفشه) , کیقباد، تازکند، کلی علیا، میدان لار، .... می‌باشد. این روستا از کوه‌های بلند وسر به فلک کشیده‌های زیادی برخوردار است وهمچنین از دشت‌های زیبا ومکان‌های دیدنی مانند چهل چشمه که یکی از مکان‌های گردشگری می‌باشد برخوردار است
مناطق تاریخی و دیدنی دیگر هشت سر:
قوبول دره‌سی در یک کیلومتری غرب قریهٔ چناب از توابع هوراند (دو کیلومتری جادهٔ اهر - کلیبر) پشت کوه سنگی مرتفعی واقع شده است، در مقابل آن، کوه هشت‌سر قرار دارد که به روایتی مسکن اصلی بابک خرمدین بوده است. تپهٔ تاریخی اژدها داشی در این دره قرار دارد. بر بدنه و بالای آن غارهایی است که به گفتهٔ اهالی هر کدام گنجایش بیش از دو هزار نفر را دارد. بر روی تپه‌های قوبول دره‌سی، حفاری و تخریب‌های ناهنجاری صورت گرفته و تعداد قابل توجهی مجسمه‌های سنگی بیرون ریخته است. این مجسمه‌ها که تعداد آن‌ها از صد بیشتر است و در غارهای وسیع سینهٔ کوه پیدا شده‌اند، اکثراً صورت مردان جنگی را دارند که دست بر سینه ایستاده‌اند. همچنین در قوبول دره‌سی میدانی است به نام هوشنگ شاه (لشگرگاه) و معبدی به نام جلال تالان که احتمالاً بازماندهٔ یک آتشکده است. علاوه بر مجسمه‌های سنگی مردان جنگی، مجسمه‌های دیگری نیز به شکل گاو یا افراد غیرنظامی از این منطقه کشف شده که نمی‌توان هویت دقیق محل آن را تعیین کرد. از طرف دیگر در این ناحیه مقابری وجود دارد که سفال‌های منسوب به هزارهٔ اول و دوم قبل از میلاد از درون آن‌ها به دست آمده است.. این کوه دارای دره‌های عمیق و همچنین پرآب است که از برف قلل متعدد کوه سرچشمه می‌گیرند. 
هشت‌سر کوهی است که یادآور بزهایی است که با زیاده روی شکارچیان، شکار شدند و پوست و شاخهایشان هم‌اکنون دکور ویترین شکارچیان شده است. خوشبختانه صخره‌های این کوه به دلیل عدم دسترسی، مسکن امنی برای گونه‌های مختلفی از حیوانات همچون سیاه گوش و کبک دری و خرس و خوک و گراز و … شده است
توریستی‌ترین مکان‌های این روستای زیبا کوه‌های هشته سر و آبشار زیبای بزرگ دَییرمان بوینو می‌باشد که در روستای عربشاه واقع
جوانان روستا اکثراً در تهران و تبریز مشغول اشتغال و تحصیل می‌باشند.
شغل روستائیان دامداری و کشاورزی است
مهمان نوازی اصلی‌ترین خصوصیات مردمان این روستا بوده که با یک مسافرت ساده می‌توان به این خصوصیات آنان پی برد
سالانه تعداد زیادی از کوهنوردان و طبیعت دوستان مقصد سفر خود را کوه‌های هشته سر و آبشار انتخاب می‌کنند.
روستای زیبای گوار
رودخانه زیبای گوار نیز یکی از زیبائیهای شهرستان کلیبر را رقم زده است.
.
آدرس آبشار بزرگ درمان بوینو: آذربایجان‌شرقی شهرستان کلیبر بعد از روستای عربشاه نرسیده به روستایی گوار ♧
- «نتایج سرشماری ایران در سال ۱۳۸۵». درگاه ملی آمار. بایگانی‌شده از روی نسخه اصلی در ۲۱ آبان ۱۳۹۲.